# Hollansburg
Hollansburg é uma vila localizada no estado norte-americano de Ohio, no Condado de Darke.

## Demografia
Segundo o censo norte-americano de 2000, a sua população era de 214 habitantes.
Em 2006, foi estimada uma população de 211, um decréscimo de 3 (-1.4%).

## Geografia
De acordo com o United States Census Bureau tem uma área de
0,3 km², dos quais 0,3 km² cobertos por terra e 0,0 km² cobertos por água.

## Localidades na vizinhança
O diagrama seguinte representa as localidades num raio de 12 km ao redor de Hollansburg.